# Chiesa dei Santi Pietro e Bernardo alla Foce
La chiesa dei Santi Pietro e Bernardo alla Foce è luogo di culto cattolico situato nel quartiere della Foce, tra via Nizza e il sottostante lungomare corso Italia, nel comune di Genova nella città metropolitana di Genova. La chiesa è sede della parrocchia omonima del vicariato di Albaro dell'arcidiocesi di Genova.

## Storia e descrizione
Secondo le fonti storiche una primitiva cappella - dedicata all'apostolo Pietro - fu segnalata tra il XIV e XV secolo; tale cappella fu dichiarata dagli stessi pescatori dell'allora borgo di Foce, nel XVII secolo, oramai "indecente e inadatta al culto" così come attesta una supplica allo stesso arcivescovo genovese. Vicino alla vecchia cappella i pescatori edificarono ben presto una nuova struttura che poté essere completata grazie alla vendita del terreno e della antica cappella, con esplicito consenso della curia genovese il 22 luglio del 1604, che fruttò una somma di 560 lire. A seguito di una furiosa mareggiata, che flagellò la costa nella notte di Natale del 1821, la seicentesca cappella di San Pietro fu completamente distrutta.
L'antico complesso religioso di San Bernardo - costituito oltre alla chiesa anche dall'annesso convento dei Frati Fogliensi - sorse lungo il lido della Foce all'inizio del XVII secolo, secondo alcune fonti nel 1615, su progetto dell'architetto Francesco de Novi. A causa delle nuove regole sugli ordini monastici nel 1797, durante le fasi iniziali della dominazione napoleonica, i frati furono allontanati dal complesso con l'immediata chiusura della chiesa fino al 1811. L'antico edificio fu infine interessato dai due bombardamenti aerei del 7 novembre e 19 maggio 1944 che rasero al suolo la chiesa e l'area circostante.
Con il progetto dell'architetto Lorenzo Castello si diede il 20 agosto del 1952 l'avvio per l'edificazione di una nuova struttura con la posa della prima pietra, da parte dell'arcivescovo di Genova, il 29 giugno del 1954. I lavori di costruzione terminarono nel 1958 con l'apertura al culto religioso il 28 giugno e con la consacrazione il 27 ottobre del 1973.
La festa patronale è il 29 giugno, festa di san Pietro e Paolo, ogni anno la domenica precedente alla festa si tengono le tradizionali bancarelle, e i fuochi d'artificio.
Nel 2012 i beni culturali donano alla parrocchia diversi quadri di pittori di fama nazionale.
Dal 1992 al 1996 è stato viceparroco monsignor Nicolò Anselmi.
Nella chiesa è sepolto monsignor Giacomo Massa - parroco dal 1951 al 1967 - cui la scalinata che collega corso Italia (via Fogliensi) alla chiesa è dedicata.